# Naouirou Ahamada
Naouirou Ahamada (* 29. března 2002) je francouzský profesionální fotbalista, který hraje na pozici ofenzivního záložníka za anglický klub Crystal Palace FC.

## Klubová kariéra
Dne 5. října 2020 podepsal VfB Stuttgart smlouvu s Ahamadou na hostování do konce sezóny s opcí na odkup. Dne 1. července 2021 byla opce uplatněna a klub s ním podepsal smlouvu natrvalo.
Dne 31. ledna 2023 podepsal Ahamada smlouvu na tři a půl roku s klubem Premier League Crystal Palace za 9,7 milionu liber. Svůj debut v klubu si odbyl 4. února, kdy nastoupil jako náhradník za Cheicka Doucourého při venkovní prohře 2:1 s Manchesterem United.

## Reprezentační kariéra
Ahamada se narodil v Marseille a je komorského a malgašského původu. Je mládežnickým reprezentantem Francie.

## Statistiky

### Klubové
Platí k zápasu hranému 24. února 2024.
| Klub                         | Sezóna            | Liga              | Liga   | Liga | Národní pohár | Národní pohár | Ligový pohár | Ligový pohár | Ostatní | Ostatní | Celkově | Celkově |
| Klub                         | Sezóna            | Soutěž            | Zápasy | Góly | Zápasy        | Góly          | Zápasy       | Góly         | Zápasy  | Góly    | Zápasy  | Góly    |
| ---------------------------- | ----------------- | ----------------- | ------ | ---- | ------------- | ------------- | ------------ | ------------ | ------- | ------- | ------- | ------- |
| VfB Stuttgart II (hostování) | 2020/21           | Regionalliga      | 6      | 0    | –             | –             | –            | –            | 0       | 0       | 6       | 0       |
| VfB Stuttgart II             | 2021/22           | Regionalliga      | 3      | 0    | –             | –             | –            | –            | –       | –       | 3       | 0       |
| VfB Stuttgart II             | 2022/23           | Regionalliga      | 0      | 0    | –             | –             | –            | –            | –       | –       | 0       | 0       |
| VfB Stuttgart II             | Celkově           | Celkově           | 9      | 0    | –             | –             | –            | –            | –       | –       | 9       | 0       |
| VfB Stuttgart (hostování)    | 2020/21           | Bundesliga        | 6      | 0    | 0             | 0             | –            | –            | –       | –       | 6       | 0       |
| VfB Stuttgart                | 2021/22           | Bundesliga        | 3      | 0    | 1             | 0             | –            | –            | –       | –       | 4       | 0       |
| VfB Stuttgart                | 2022/23           | Bundesliga        | 17     | 2    | 1             | 0             | –            | –            | –       | –       | 18      | 2       |
| VfB Stuttgart                | Celkově           | Celkově           | 26     | 2    | 2             | 0             | –            | –            | –       | –       | 28      | 2       |
| Crystal Palace               | 2022/23           | Premier League    | 8      | 0    | 0             | 0             | –            | –            | –       | –       | 8       | 0       |
| Crystal Palace               | 2023/24           | Premier League    | 15     | 0    | 2             | 0             | 1            | 0            | –       | –       | 18      | 0       |
| Crystal Palace               | Celkově           | Celkově           | 23     | 0    | 2             | 0             | 1            | 0            | –       | –       | 26      | 0       |
| Celkově v kariéře            | Celkově v kariéře | Celkově v kariéře | 58     | 2    | 4             | 0             | 1            | 0            | 0       | 0       | 63      | 2       |